# ديكور مسرحي

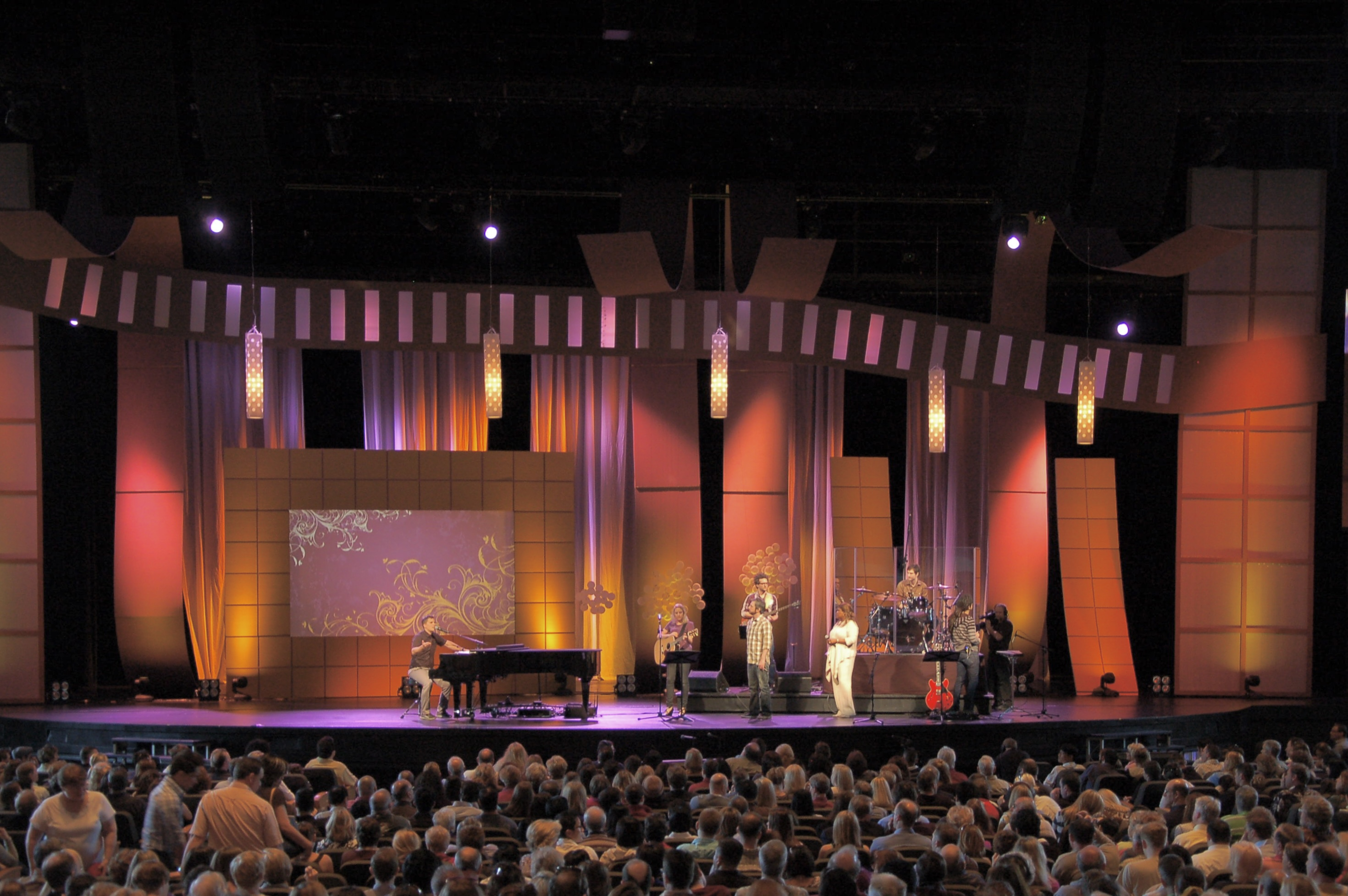

يعد الديكور المسرحي عاملا مهما في إثراء ما يعرض على خشبة المسرح من مادة درامية أو استعراضية. تتمثل الوظيفة الدرامية والفنية التي يقوم بها الديكور المسرحي في مساعدة المشاهد على تصور البيئة المادية التي ينبع منها الحدث الدرامي، وذلك من خلال كل الموجودات المرئية والمسموعة على المنصة، وأحيانا تمتد لتشمل قاعة المتفرجين أيضا.
قد اعتمد المسرح الاغريقي القديم في اقامة منصته على اساس معماري بحت، مع تطوير الحائط الخلفي بأبوابه الثلاثة، واستخدام بعض المناظر المرسومة التي نبغ فيها -فيما بعد- فيتروفيوس في النصف الثاني من القرن الأول قبل الميلاد. وبولاكس في القرن الثاني الميلادي.
في عصر النهضة برز الاهتمام بالمعمار المسرحي وبرزت أعمال سيريليو وبلاديو، ويعتبر أفراد عائلة بيبينا من واضعي أسس فن المناظر وانتشرت أعمالهم في معظم دول أوروبا.
و في القرن العشرين اتضحت أهمية المناظر المسرحية كعنصر هام في العرض المسرحي عندما قام قسطنطين ستانسلافسكي (1863-1938)بتنفيذ جدران صلبة بدلاً من الستائر المشدودة.